# Pablo Bangardino
Pablo Martín Bangardino (Berisso, Buenos Aires, Argentina, 9 de enero de 1987) es un exfutbolista argentino. Dentro de la cancha ocupaba el puesto de arquero.

## Trayectoria
Debutó como profesional en el año 2006, defendiendo el arco de Gimnasia y Esgrima La Plata la Copa Sudamericana 2006 y la Copa Libertadores 2007, sin embargo al no conseguir suerte en el arco titular, se sumó a préstamo a Central Español en el año 2008, buscando más minutos en cancha, lo que lograría. Una vez terminado su préstamo con la entidad Uruguaya, volvería a Gimnasia, sin lograr afianzarse en la titularidad del equipo que tenía como arquero principal a Gastón Sessa. La temporada 2010/2011 lo encontraría vistiendo la camiseta de Gimnasia y Esgrima de Jujuy a pedido del DT Mario Gómez. De vuelta en Gimnasia, esta vez jugando en la Primera B Nacional tendría más continuidad que en las otras etapas, jugando algunos partidos del Nacional y la Copa Argentina, sin embargo sin afianzarse en la titularidad. Integró el plantel que logró el ascenso en el Estadio Mario Alberto Kempes, frente a Instituto de Córdoba el 28 de mayo de 2013.
A mediados del mes de agosto de 2014, rescinde su contrato con Gimnasia y Esgrima La Plata y en busca de más continuidad se suma al plantel de Sarmiento de Junín de la Primera B Nacional

## Clubes
| Club                                | País      | Año         | PJ | Goles |
| ----------------------------------- | --------- | ----------- | -- | ----- |
| Gimnasia y Esgrima La Plata         | Argentina | 2003 - 2007 | 1  | 0     |
| Central Español                     | Uruguay   | 2007 - 2008 | 10 | 0     |
| Gimnasia y Esgrima La Plata         | Argentina | 2008 - 2010 | 9  | 0     |
| Gimnasia y Esgrima de Jujuy         | Argentina | 2010 - 2011 | 38 | 0     |
| Gimnasia y Esgrima La Plata         | Argentina | 2011 - 2014 | 5  | 0     |
| Sarmiento de Junín                  | Argentina | 2014 - 2015 | 3  | 0     |
| Guillermo Brown                     | Argentina | 2016        | 12 | 0     |
| Villa San Carlos                    | Argentina | 2017 - 2018 | 48 | 0     |
| Talleres (RdE)                      | Argentina | 2018        | 0  | 0     |
| Comandante Nicanor Otamendi         | Argentina | 2019 - 2020 | 0  | 0     |
| Sol de Mayo                         | Argentina | 2020        | 2  | 0     |
| Atlético Club San Martin de Mendoza | Argentina | 2021-2023   |    |       |